# Palácio de Oranienbaum
O Palácio de Oranienbaum (em russo: Ораниенбаум), ou simplesmente Oranienbaum, é um palácio real russo, situado no Golfo da Finlândia a oeste de São Petersburgo, na Rússia. O Palácio e as estruturas ao redor, juntamente com o centro da cidade foram proclamados Patrimônio Mundial da UNESCO.
A dacha da imperatriz em Oranienbaum é um monumento artístico único, mantendo todos os elementos da decoração interior original pintada por Giambattista Pittoni o italiano mais famoso pintor do século XVIII.